# Segelfluggelände Bad Brückenau-Oberleichtersbach

i7
i11
i13
Das Segelfluggelände Bad Brückenau-Oberleichtersbach liegt in der Gemeinde Oberleichtersbach im Landkreis Bad Kissingen in Bayern, etwa 5 km südöstlich von Bad Brückenau.

## Flugbetrieb
Das Segelfluggelände ist mit einer 550 m langen und 25 m breiten Start- und Landebahn aus Gras (Richtung 14/32) ausgestattet. Es besitzt eine Betriebszulassung für Segelflugzeuge und Motorsegler. Der Start von Segelflugzeugen erfolgt per Windenstart. Der Halter und Betreiber des Segelfluggeländes ist der Rhönflug Bad Brückenau e. V. Der Verein besitzt einen Motorsegler und drei Segelflugzeuge.